# Isopentanol
Isopentanol eller 3-metyl-1-butanol är en primär alkohol med formeln C5H11OH. Det är en av åtta isomerer av pentanol.

## Förekomst
Isopentanol är en av huvudämnena i finkelolja och det förekommer även i spritdrycker som whisky och brandy. Den bildas när aminosyran leucin bryts ner vid jäsning.

## Framställning
Isopentanol kan framställas genom destillation av finkelolja.
Kemiskt ren isopentanol framställs genom oxo-syntes av isobutylen.
 + CO + H2 {\displaystyle \rightarrow } 

## Användning
Isopentanol används för framställning av estrar som isopentylacetat som används som syntetiskt smakämne och isopentylnitrit som används som läkemedel.
Isopentanol används också som lösningsmedel för fett, olja och harts.